# Świstun chilijski
Świstun chilijski (Mareca sibilatrix) – gatunek ptaka z rodziny kaczkowatych (Anatidae), zamieszkujący południową część Ameryki Południowej. Nie wyróżnia się podgatunków. Nie jest zagrożony wyginięciem.

## Występowanie
Ameryka Południowa – południowa i środkowa Argentyna oraz południowe i środkowe Chile, Falklandy. Częściowo wędrowny, zimą na północy osiąga południowy Paragwaj i południowo-wschodnią Brazylię.
Komisja Faunistyczna Sekcji Ornitologicznej Polskiego Towarzystwa Zoologicznego wymienia go na liście gatunków stwierdzonych w Polsce, lecz nie zaliczonych do awifauny krajowej (kategoria E w klasyfikacji AERC – pojaw nienaturalny).

## Morfologia

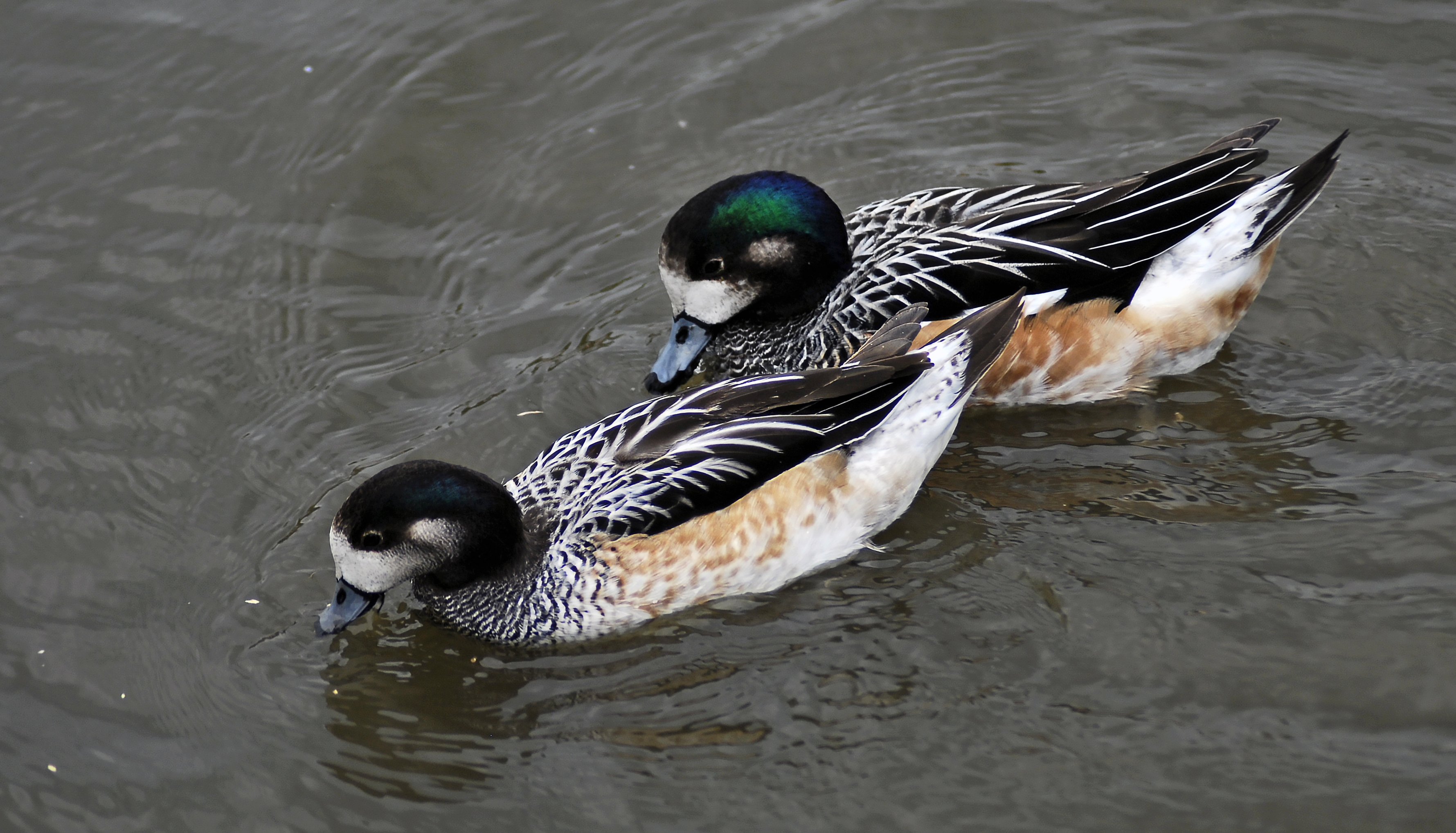
Samiec (z tyłu) i samica

Długość ciała 43–54 cm, masa ciała 720–1085 g.
Upierzenie obu płci bardzo podobne. Głowa czarna z zielonkawym połyskiem, rozległą białą maską i mniejszą plamką na pokrywach usznych. Pierś łuskowana, boki rudawe, barkówki jasne, wydłużone. Kiedy leci, widać duże, białe pokrywy skrzydłowe i zielono połyskujące lusterko. Kuper biały, ogon czarny. Spód skrzydeł jasny; podbrzusze białe. Młode ptaki są bardziej matowe.

## Ekologia

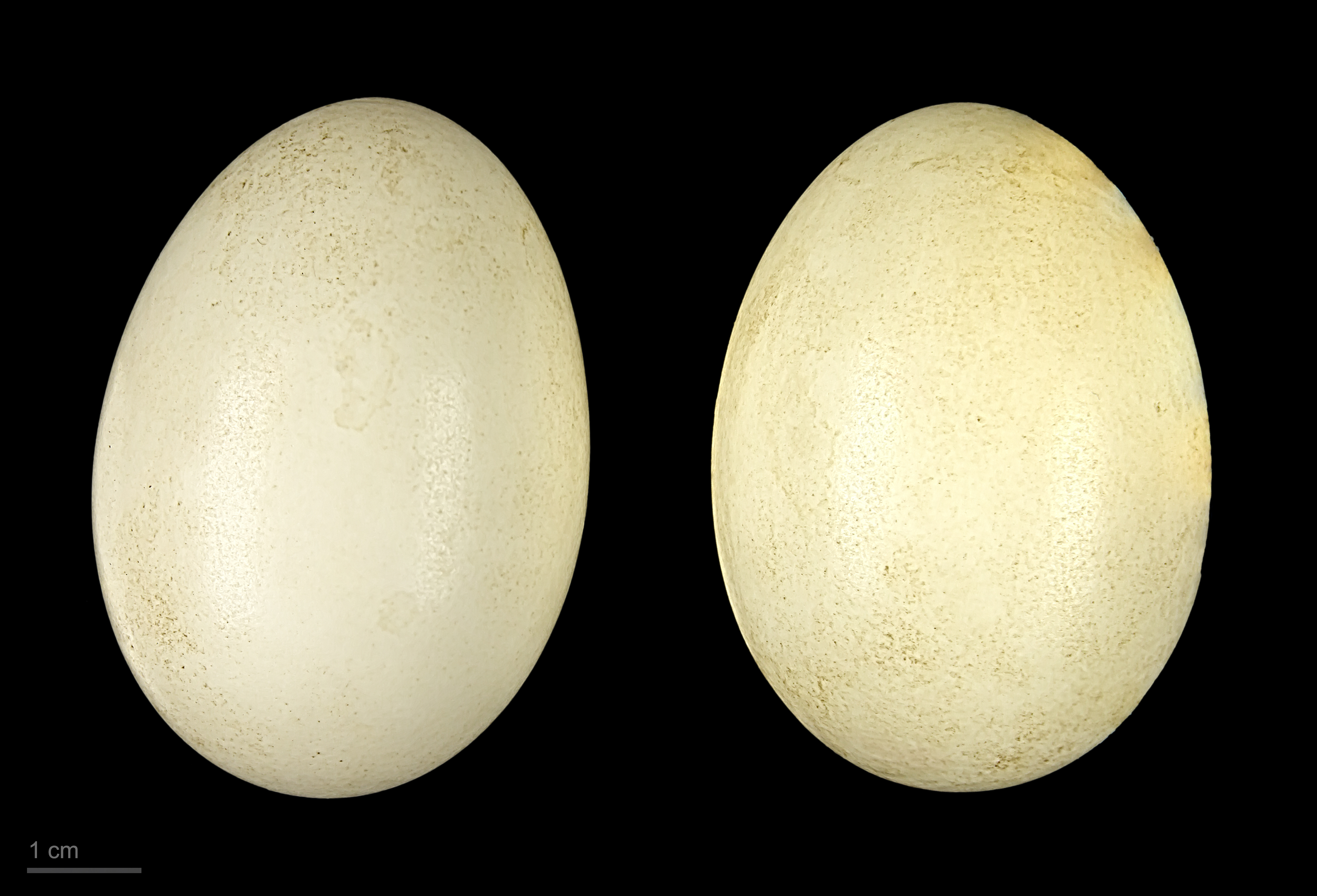
Jaja z kolekcji muzealnej

Pospolity na słodkowodnych jeziorach i mokradłach. Może odbywać wędrówki na pierzowiska, podczas zimy wędruje na północ. Zwykle spotykany w stadach; są bardzo głośne, wydają gwiżdżące dźwięki.

## Status
W Czerwonej księdze gatunków zagrożonych IUCN świstun chilijski nieprzerwanie od 1988 roku jest zaliczany do kategorii LC (najmniejszej troski). Globalny trend liczebności uznawany jest za stabilny, choć trendy liczebności niektórych populacji nie są znane.